# Rousset-les-vignes (côtes-du-rhône villages)
Pour la commune, voir Rousset-les-Vignes.
Le rousset-les-vignes, ou côtes-du-rhône-villages Rousset-les-Vignes, est un vin produit sur la commune de Rousset-les-Vignes, dans le département de la Drôme.
Il s'agit d'une des 21 dénominations géographiques au sein de l'appellation d'origine contrôlée côtes-du-rhône-villages, dans la partie méridionale du vignoble de la vallée du Rhône.

## Histoire

### Antiquité

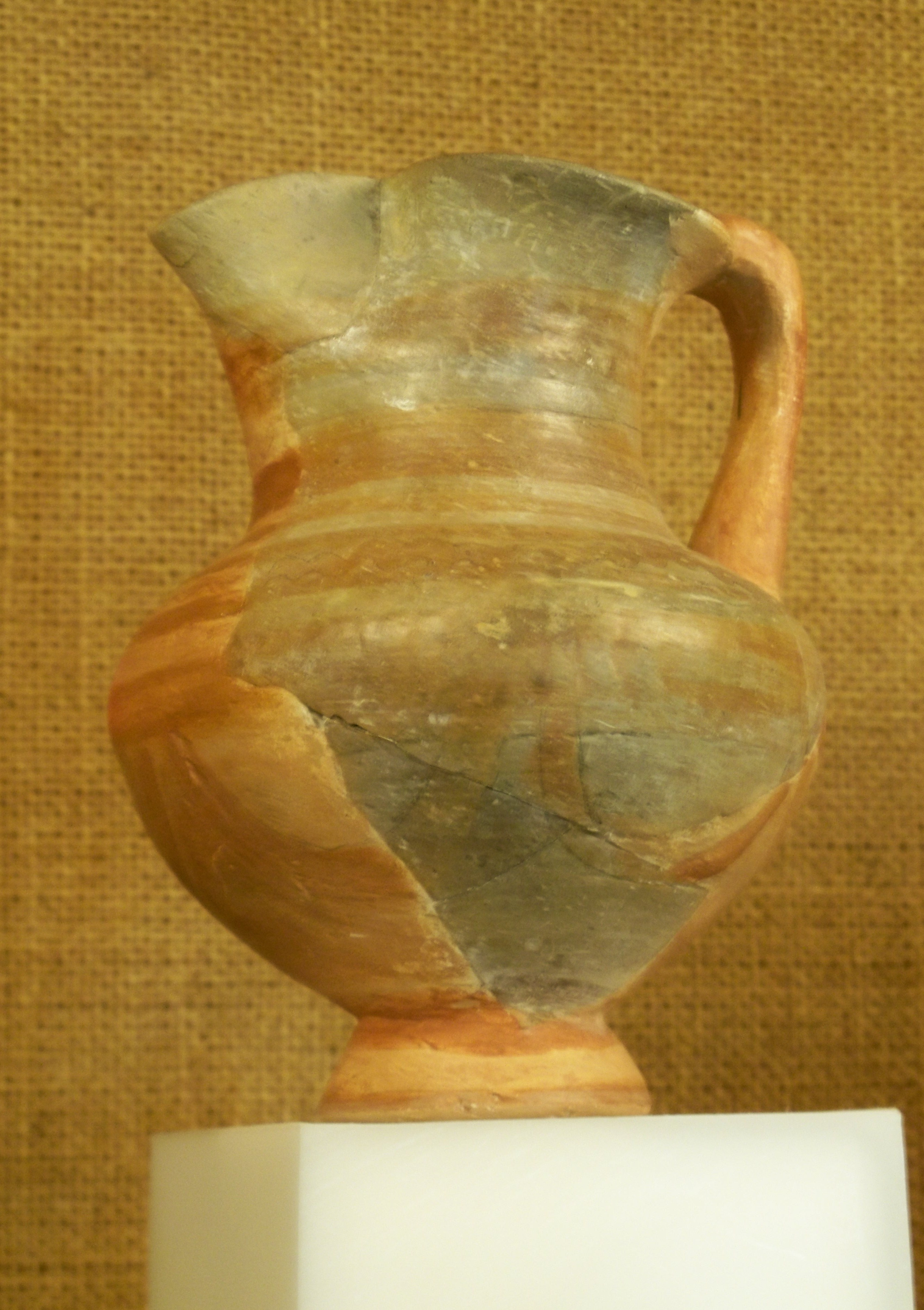
Œnochoé d'époque tardive.

La proximité de l'oppidum Saint-Marcel, sur le territoire de la commune du Pègue, où la céramique pseudo-ionienne, provenant d'ateliers en relation avec Massalia, a été importante, permet de supposer sur place une consommation de vin entre le milieu du VIe siècle av. J.-C. et le IVe siècle av. J.-C. Les productions d'œnochoés et de vases à vin, en pâte claire micacée, portant un décor peint, avec un registre allant de la bande ocre au développement de formes figuratives, furent majoritaires. Il est d'ailleurs à noter que ces récipients vinaires ont gardé dans leurs formes de fortes influences gauloises (coupes carénées).
Lors de la colonisation romaine, ce territoire fut rattaché à tribu gauloise des Aletani, qui eut pour capitale la cité gallo-romaine d’Aletanum.

### Moyen Âge

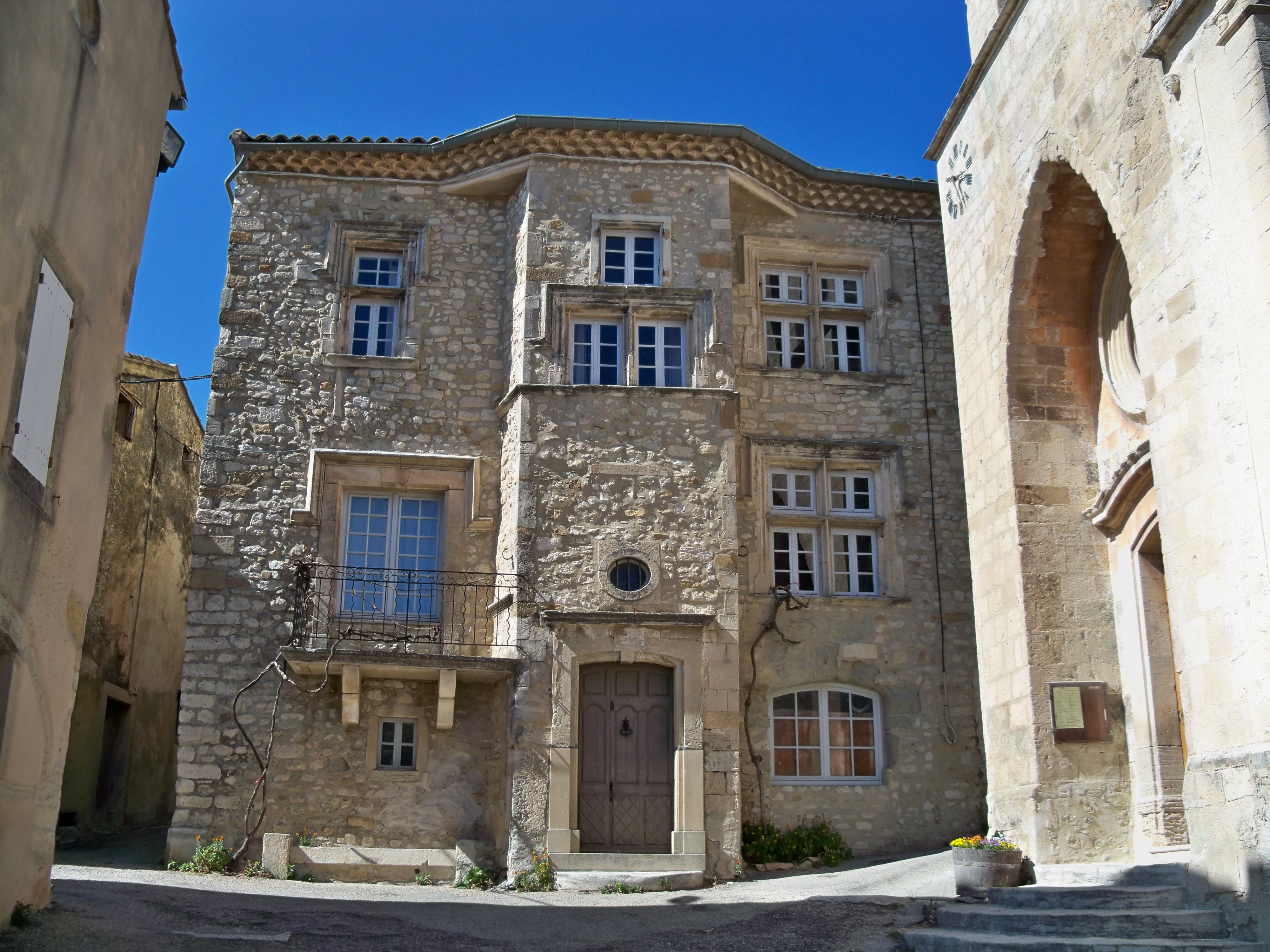
Prieuré de Saint-Mayeul à Rousset

Au cours du XIe siècle, les moines bénédictins de Saint-Pantaléon-les-Vignes construisirent sur place un monumental prieuré  adossé à la montagne de la Lance qu'ils placèrent sous la protection de dom Mayeul de Cluny et commencèrent à implanter le vignoble sur les coteaux gréseux. 
Puis, ils firent entourer de remparts leur établissement et l'agglomération qui s'était créée autour. Un château, construit au XIIe siècle par les comtes de Valentinois, somma le village ; ses fortifications furent reprises au XIVe siècle.  
Ce fut lors de la présence des papes à Avignon que cette commune devint une enclave pontificale en terre baronniarde.

### Période moderne
Les remparts furent totalement restaurées au cours du XVe siècle. En 1451, le village fut assiégé par des bandes pillardes qui ne purent forcer les fortifications. La paix revenue le village médiéval pris son aspect Renaissance.

### Période contemporaine
L'AOC villages rousset-les-vignes a été reconnu par décret de l'INAO, publié au Journal Officiel, en 1969.

## Situation géographique
Rousset-les-Vignes est situé à 15 km à l'est de Grignan (chef-lieu du canton), à 10 km au nord-ouest de Nyons et à 21 km au sud de Dieulefit. Les communes les plus proches sont Le Pègue, Saint-Pantaléon-les-Vignes et Valréas

### Géologie
À l'est, on trouve des structures calcaires qui constituent la bordure de la vallée du Rhône et appartiennent au massif calcaire préalpin.
À l'ouest, un massif de grès (molasse miocène) se compose principalement de grès à dominance calcaire. Ce massif est entaillé par des vallées, avec des comblements alluvionnaires provenant des cours d'eau, ainsi que de l'érosion éolienne. Cette configuration géologique confère au massif deux morphologies distinctes : une morphologie de plateau et une autre de vallée.
Le massif de grès est typique du Miocène et présente de nombreux fossiles caractéristiques d'une zone de plage ou de mer peu profonde, tels que les traces de vagues (ripple marks).
Les reliefs en plateaux ont été remodelés par la dernière glaciation et présentent une couverture caillouteuse calcaire issue des moraines du Würmien.
Citations et Références :
"The Geology of Rousset-les-Vignes: A Comprehensive Overview" - Smith, J. et al. (2021). Geological Society of France.
"Miocene Sandstone Massif in Rousset-les-Vignes" - Brown, A. et al. (2019). Journal of Geology, vol. 45, no. 2, pp. 112-126.
"Glacial Remodeling of Plateau Landscapes in Rousset-les-Vignes" - Johnson, M. et al. (2018). Journal of Glacial Studies, vol. 22, no. 4, pp. 321-335.

### Climatologie
La commune, située dans la zone d’influence du climat méditerranéen, est soumise à un rythme à quatre temps : deux saisons sèches, dont une brève en hiver, une très longue et accentuée en été ; deux saisons pluvieuses, en automne, avec des pluies abondantes sinon torrentielles, et au printemps. Les étés sont chauds et secs, liés à la remontée des anticyclones subtropicaux, entrecoupés d’épisodes orageux parfois violents. Les hivers sont doux. Les précipitations sont peu fréquentes et la neige rare. Le climat de ce terroir est soumis à un rythme à quatre temps : deux saisons sèches (une brève en hiver, une très longue et accentuée en été), deux saisons pluvieuses, en automne (pluies abondantes et brutales) et au printemps. Sa spécificité est son climat méditerranéen qui constitue un atout exceptionnel :
- Le mistral assainit le vignoble ;
- La saisonnalité des pluies est très marquée ;
- Les températures sont très chaudes pendant l'été.

| Mois                                                                  | Janv | Fév  | Mars | Avr  | Mai  | Juin | Juil | Août | Sept | Oct  | Nov  | Déc  | Année |
| --------------------------------------------------------------------- | ---- | ---- | ---- | ---- | ---- | ---- | ---- | ---- | ---- | ---- | ---- | ---- | ----- |
| Températures maximales moyennes (°C)                                  | 8    | 10   | 15   | 17   | 22   | 26   | 29   | 29   | 24   | 19   | 12   | 9    | 17,3  |
| Températures minimales moyennes (°C)                                  | 2    | 3    | 5    | 7    | 11   | 15   | 17   | 17   | 14   | 11   | 6    | 3    | 9,3   |
| Températures moyennes (°C)                                            | 4    | 6,5  | 10   | 12   | 16,5 | 20,5 | 23   | 23   | 19   | 15   | 9    | 5,5  | 13,3  |
| Moyennes mensuelles de précipitations (mm)                            | 41,8 | 27,5 | 27,2 | 60,9 | 49,9 | 33,2 | 33,3 | 29,1 | 68,5 | 92,3 | 68,7 | 40,9 | 573,3 |
| Source : (fr) Données climatologiques de Valréas (Vaucluse) 2000-2007 |      |      |      |      |      |      |      |      |      |      |      |      |       |

## Vignoble

### Présentation
Le vignoble s'étend sur la commune de Rousset-les-Vignes.

### Encépagement
Les rouges sont principalement faits à partir du grenache N, complété par de la syrah N, du mourvèdre N et accessoirement du brun argenté N (localement dénommé camarèse ou vaccarèse), du carignan N, du cinsaut N, de la counoise N, du muscardin N, du piquepoul noir N et du terret noir N. 
Les blancs sont principalement faits avec du grenache blanc B, de la clairette B, de la Marsanne B, de la roussanne B, du bourboulenc B et du viognier B, complétés accessoirement par du piquepoul blanc B et de l'ugni blanc B.

### Méthodes culturales
Ce vignoble de 52 hectares a une production annuelle de 2 041 hectolitres pour un rendement moyen de 39 hl/ha.

### Les millésimes
Ils correspondent à ceux du vignoble de la vallée du Rhône. Ils sont notés : année exceptionnelle , grande année , bonne année ***, année moyenne **, année médiocre *.
| Caractéristiques | Article de qualité | ***                | ***                | Bon article        | Article de qualité | Bon article        | Bon article        | ***                | Bon article | Bon article        |
| Millésimes 1990 | 1999               | 1998               | 1997               | 1996               | 1995               | 1994               | 1993               | 1992               | 1991        | 1990               |
| Caractéristiques | ***                | ***                | **                 | ***                | Bon article        | **                 | **                 | **                 | ***         | Article de qualité |
| Millésimes 1980 | 1989               | 1988               | 1987               | 1986               | 1985               | 1984               | 1983               | 1982               | 1981        | 1980               |
| Caractéristiques | Article de qualité | Article de qualité | Bon article        | ***                | Article de qualité | **                 | Bon article        | ***                | Bon article | Article de qualité |
| Millésimes 1970 | 1979               | 1978               | 1977               | 1976               | 1975               | 1974               | 1973               | 1972               | 1971        | 1970               |
| Caractéristiques | Bon article        | Article de qualité | Bon article        | **                 | ***                | Bon article        | ***                | **                 | **          | Article de qualité |
| Millésimes 1960 | 1969               | 1968               | 1967               | 1966               | 1965               | 1964               | 1963               | 1962               | 1961        | 1960               |
| Caractéristiques | **                 | *                  | Article de qualité | Article de qualité | ***                | ***                | **                 | **                 | ***         | Article de qualité |
| Millésimes 1950 | 1959               | 1958               | 1957               | 1956               | 1955               | 1954               | 1953               | 1952               | 1951        | 1950               |
| Caractéristiques | Bon article        | Bon article        | Article de qualité | Bon article        | Bon article        | ***                | Bon article        | Article de qualité | **          | Article de qualité |
| Millésimes 1940 | 1949               | 1948               | 1947               | 1946               | 1945               | 1944               | 1943               | 1942               | 1941        | 1940               |
| Caractéristiques | Article de qualité | Article de qualité | Article de qualité | Bon article        | Article de qualité | **                 | Article de qualité | Bon article        | **          | **                 |
| Millésimes 1930 | 1939               | 1938               | 1937               | 1936               | 1935               | 1934               | 1933               | 1932               | 1931        | 1930               |
| Caractéristiques | *                  | Bon article        | Bon article        | ***                | **                 | Article de qualité | Article de qualité | **                 | **          | **                 |
| Millésimes 1920 | 1929               | 1928               | 1927               | 1926               | 1925               | 1924               | 1923               | 1922               | 1921        | 1920               |
| Caractéristiques | Article de qualité | Article de qualité | **                 | Bon article        | **                 | Bon article        | Bon article        | **                 | Bon article | Bon article        |
| Sources : Yves Renouil (sous la direction), Dictionnaire du vin, Éd. Féret et fils, Bordeaux, 1962 ; Alexis Lichine, Encyclopédie des vins et alcools de tous les pays, Éd. Robert Laffont-Bouquins, Paris, 1984, Les millésimes de la vallée du Rhône & Les grands millésimes de la vallée du Rhône |                    |                    |                    |                    |                    |                    |                    |                    |             |                    |

Soit sur 90 ans, 24 années exceptionnelles, 26 grandes années, 16 bonnes années, 22 années moyennes et 2 années médiocres.

### Type de vins et gastronomie

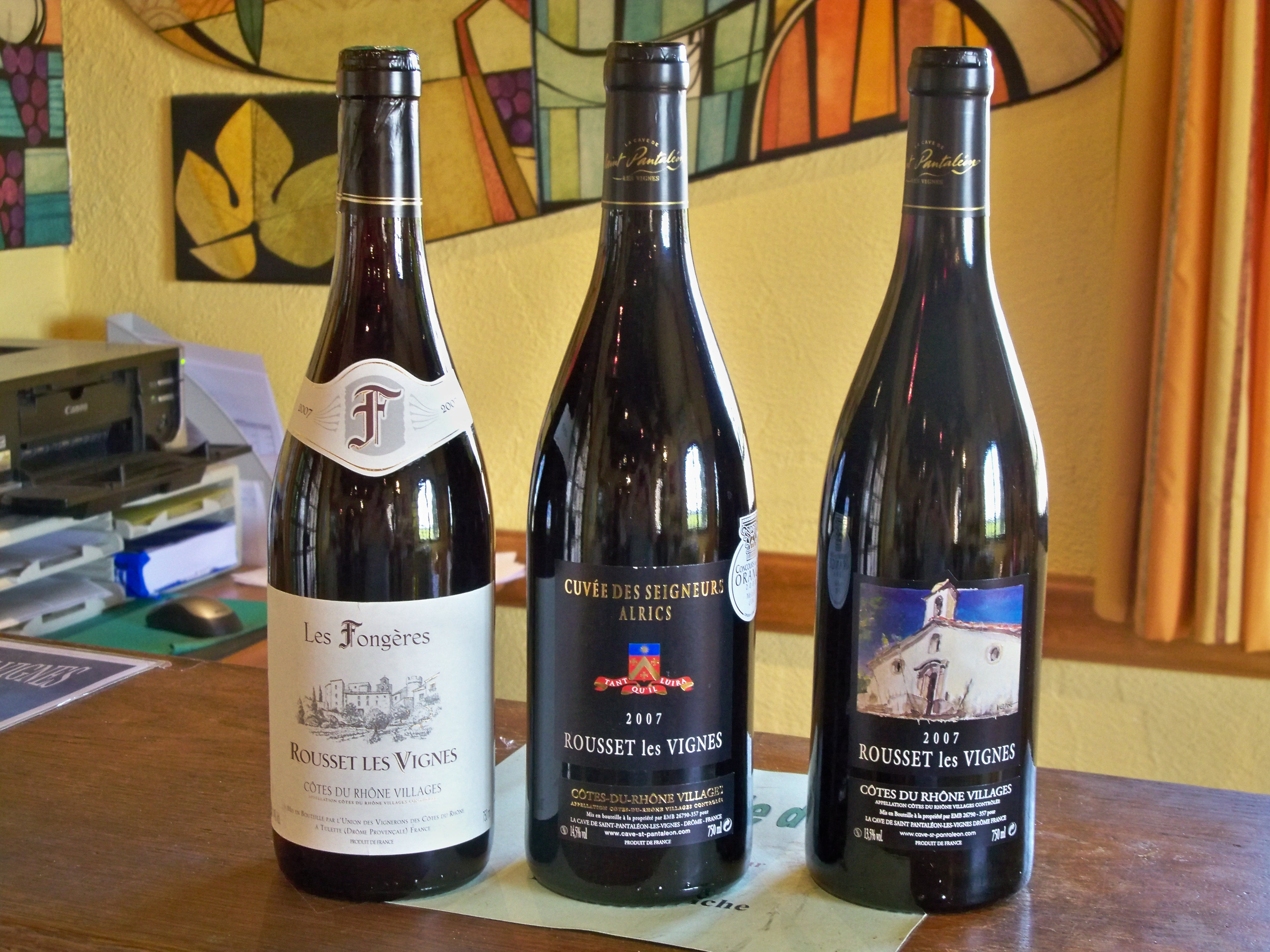
Trois cuvées différentes de rousset-les-vignes.

Les rouges évoluent des arômes de fruits à noyau en leur prime jeunesse vers des notes de cuir et de truffes en vieillissant. Ce sont des vins traditionnellement conseillés sur la pintade de la Drôme, le gibier et la venaison et ils s'accordent parfaitement avec les civets de chevreuil, de lièvre ou de sanglier. 
Le rosé, en fonction de sa vinification - par saignée ou par pressurage -  peut se garder entre 2 ou 4 ans. C'est un vin à boire à table avec les charcuteries  dont les caillettes, et les fromages (picodon).
Le blanc, traditionnellement, est conseillé soit en apéritif, soit sur des poissons, coquillages et crustacés. Il se révèle parfait en accompagnement d'un fromage de chèvre.

### Commercialisation
La commercialisation, sur le marché intérieur, se fait à partit des CHR, cavistes, grande distribution, salons pour les particuliers et les professionnels.
Le syndicat des vignerons de l'appellation est représenté au sein de la Commanderie des Costes du Rhône, confrérie vigneronne, qui tient ses assises au château de Suze-la-Rousse, siège de l'Université du vin.

## Les principaux producteurs de l'appellation
Les caves particulières sont le Domaine de la Bouvaude, Le Domaine de la Banate, et Le château Suzeau. Le Domaine de la Banate produit des vins à partir de vieilles vignes de grenache et de Syrah, en viticulture bio depuis 2014. Le domaine de la Bouvaude, en agriculture biologique produit une large gamme de vins, avec 3 cuvées en Rousset les Vignes, et une collection d ecuvée en monocépage .
Les caves coopératives de Saint Pantaléon les Vignes et de Nyons produisent aussi un vin AOP Côtes-du-Rhône Village Rousset-les-Vignes.

### Caveaux de dégustation
Une charte de qualité, à laquelle adhèrent caves et domaines de Rouuset-les-Vignes, a été mise en place dans la vallée du Rhône par Inter Rhône. Elle propose trois catégories différentes d'accueil en fonction des prestations offertes par les professionnels. 
La première - dite accueil de qualité - définit les conditions de cet accueil. Un panneau à l'entrée doit signaler que celui-ci est adhérent à la charte. Ce qui exige que ses abords soient en parfait état et entretenus et qu'il dispose d'un parking proche. L'intérieur du caveau doit disposer d'un sanitaire et d'un point d'eau, les visiteurs peuvent s'asseoir et ils ont de plus l'assurance que locaux et ensemble du matériel utilisé sont d'une propreté irréprochable (sols, table de dégustation, crachoirs, verres).
L'achat de vin à l'issue de la dégustation n'est jamais obligatoire. Celle-ci s'est faite dans des verres de qualité (minimum INAO). Les vins ont été servis à température idéale et les enfants se sont vu proposer des jus de fruits ou des jus de raisin. Outre l'affichage de ses horaires et des permanences, le caveau dispose de fiches techniques sur les vins, affiche les prix et offre des brochures touristiques sur l'appellation. 
Caveau du Domaine de la Bouvaude
La seconde - dite accueil de service - précise que le caveau est ouvert cinq jours sur sept toute l'année et six jours sur sept de juin à septembre. La dégustation se fait dans des verres cristallins voire en cristal. Accessible aux personnes à mobilité réduite, il est chauffé l'hiver et frais l'été, de plus il dispose d'un éclairage satisfaisant (néons interdits). Sa décoration est en relation avec la vigne et le vin, une carte de l'appellation est affichée. Il dispose d'un site internet et fournit à sa clientèle des informations sur la gastronomie et les produits agroalimentaires locaux, les lieux touristiques et les autres caveaux adhérant à la charte. Des plus les fiches techniques sur les vins proposés sont disponibles en anglais
Caveaux à Rousset-les Vignes
La troisième - dite accueil d'excellence - propose d'autres services dont la mise en relation avec d'autres caveaux, la réservation de restaurants ou d'hébergements. Le caveau assure l'expédition en France pour un minimum de vingt-quatre bouteilles. Il dispose d'un site Internet en version anglaise et le personnel d'accueil parle au moins l'anglais.
Caveaux à Rousset-les-Vignes

## La place de Rousset-les-Vignes parmi les côtes-du-rhône villages
| Dénominations              | Surface et production | Surface et production | Communes ayant droit à une des dénominations géographiques                            |
| Dénominations              | hectares              | hectolitres           | Communes ayant droit à une des dénominations géographiques                            |
| -------------------------- | --------------------- | --------------------- | ------------------------------------------------------------------------------------- |
| Cairanne                   | 760                   | 24 540                | Cairanne                                                                              |
| Chusclan                   | 259                   | 9 576                 | Chusclan, Orsan, Bagnols-sur-Cèze, Codolet, Saint-Étienne-des-Sorts                   |
| Laudun                     | 298                   | 11 315                | Laudun, Saint-Victor-la-Coste, Tresques                                               |
| Massif-d'uchaux            | 178                   | 5 830                 | Lagarde-Paréol, Mondragon, Piolenc, Uchaux et une partie de Sérignan-du-Comtat        |
| Plan-de-dieu               | 367                   | 2 851                 | Camaret-sur-Aigues, Jonquières, Travaillan, Violès                                    |
| Puyméras                   | 81                    | 3 243                 | Mérindol-les-Oliviers, Mollans-sur-Ouvèze, Faucon, Saint-Romain-en-Viennois, Puyméras |
| Roaix                      | 96                    | 3 176                 | Roaix                                                                                 |
| Rochegude                  | 135                   | 4 462                 | Rochegude                                                                             |
| Rousset-les-vignes         | 52                    | 2 041                 | Rousset-les-Vignes                                                                    |
| Sablet                     | 230                   | 8 163                 | Sablet                                                                                |
| Saint-gervais              | 137                   | 5 019                 | Saint-Gervais                                                                         |
| Saint-maurice-sur-eygues   | 136                   | 4 982                 | Saint-Maurice-sur-Eygues                                                              |
| Saint-pantaléon-les-vignes | 61                    | 2 037                 | Saint-Pantaléon-les-Vignes                                                            |
| Séguret                    | 268                   | 9 176                 | Séguret                                                                               |
| Signargues                 | 600                   | 18 000                | Domazan, Estézargues, Rochefort-du-Gard, Saze                                         |
| Valréas                    | 479                   | 16 883                | Valréas                                                                               |
| Visan                      | 419                   | 14 510                | Visan                                                                                 |